# Antonio Salieri
Antonio Salieri, italijanski skladatelj in dirigent, * 18. avgust 1750, Legnago, † 7. maj 1825, Dunaj. 
Salieri je odraščal v premožni trgovski družini, violine in čembala pa se je učil pri svojem bratu Francescu, ki je bil učenec Giuseppeja Tartinija. Starši so mu kmalu umrli in preselil se je v Padovo, kasneje pa v Benetke, kjer je pri Giovanni Battista Pescettiju študiral generalbas. Tam je leta 1766 spoznal Floriana Leopolda Gassmanna, ki ga je povabil na dunajski dvor in ga tam uril v znanju kompozicije po vzoru Fuxovega dela Gradus ad Parnassum. Vse nadaljnje življenje je ostal na Dunaju in leta 1774, po Gassmannovi smrti, postal glavni dvorni skladatelj cesarja Jožefa II. Med letoma 1788 in 1824 je bil tudi vodja dvorne kapele.
Med letoma 1788 in 1795 je bil predsednik združenja glasbenikov (Tonkünstler-Societät), nato podpredsednik, do leta 1818 pa koncertni selektor.
Na Dunaju je Salieri dosegel veliko slavo predvsem kot operni skladatelj in dirigent, pisal pa je tudi komorno in sakralno glasbo. Najuspešnejše izmed njegovih več kot 40-ih oper so Armida (1771), La scuola de' gelosi (1778), Der Rauchfangkehrer (1781), Les Danaïdes (1784, ki je bila predstavljena kot Gluckovo delo), Tarare (1787), Axur, Re d'Ormus (1788), Palmira, Regina di Persia (1795) in Falstaff o sia Le tre burle (1799). V primerjavi s številom oper je skomponiral le malo instrumentalne glasbe, med skladbami te vrste pa sta 2 klavirska koncerta in koncert za orgle (1773), koncert za flavto, oboo in orkester (1774) in številne serenade za pihala. 
Njegov socialni status je bil visok, pogosto so ga primerjali s Haydnom in Louisom Spohrom. V glasbi 19. stoletja je igral pomembno vlogo: učil je slavne skladatelje, kot so Beethoven, Carl Czerny, Johann Nepomuk Hummel, Franz Liszt, Giacomo Meyerbeer, Ignaz Moscheles, Franz Schubert in Franz Xaver Süssmayr. Učil je tudi Mozartovega mlajšega sina, Franza Xaverja.
Po nekaterih podatkih in pričah naj bi Salieri ubil Mozarta zaradi ljubosumnosti. Dal mu je pisati rekviem, ki je bil na koncu namenjen njemu. Zastrupil ga je. To je tudi prikazano v filmu Amadeus. 
Salieri je pokopan na pokopališču Matzleinsdorfer Friedhof (danes Zentralfriedhof) na Dunaju. Na pogrebu so igrali njegov  rekvijem v c molu (skomponiran leta 1804), ki je bil tedaj prvič izveden.